# Неста Картер
Неста Картер  (англ. Nesta Carter, 11 жовтня 1985) — ямайський легкоатлет, олімпійський чемпіон.

## Виступи на Олімпіадах
| Олімпіада   | Дисципліна              | Місце                    |
| ----------- | ----------------------- | ------------------------ |
| Пекін 2008  | естафета 4 x 100 метрів | Золото (дискваліфікація) |
| Лондон 2012 | естафета 4 x 100 метрів | Золото                   |